# مارتين لورينتسون
مارتين لورينتسون (بالسويدية: Martin Lorentzson)‏ (21 يوليو 1984 بسودرتاليا في السويد - ) هو لاعب كرة قدم سويدي في مركز الظهير. شارك مع منتخب السويد لكرة القدم. أما مع النوادي، فقد لعب مع أتفدابيرجس وأيك سولنا وسليبنر وكوفنتري سيتي ونادي آسيريسكا.

## وصلات خارجية
- مارتين لورينتسون على موقع اتحاد السويد (السويدية)
- مارتين لورينتسون على موقع قاعدة بيانات كرة القدم.إي يو (الإنجليزية)
- مارتين لورينتسون على موقع ناشيونال فوتبول تيمز (الإنجليزية)
- مارتين لورينتسون على موقع Soccerbase.com (لاعب) (الإنجليزية)
- مارتين لورينتسون على موقع Soccerway.com (الإنجليزية)
- مارتين لورينتسون على موقع AS.com (الإسبانية)